# Mauer bei Amstetten
Der Ort Mauer bei Amstetten (früher häufig Mauer an der Url) ist ein Stadtteil und eine Katastralgemeinde der Stadt Amstetten und liegt im Bezirk Amstetten in Niederösterreich. Er befindet sich etwa sechs bis acht Kilometer südwestlich des Stadtzentrums von Amstetten zwischen den Flüssen Ybbs und Url. Bis Ende 1971 war Mauer eine eigenständige Gemeinde.

## Eingemeindungen
Mauer bei Amstetten gehört seit der Gemeindezusammenlegung im Jahr 1972 zur Stadtgemeinde Amstetten und war zuvor eine selbständige Gemeinde, zu welcher auch die Ortsteile Greinsfurth und Neufurth gehörten. Die zur ehemaligen Gemeinde Mauer bei Amstetten zugehörigen Orte zählten bei der Volkszählung 2001 zusammen 4.694 Einwohner, davon entfielen auf Mauer (inklusive Spiegelsberg, Waldheim, Winkling, Galtberg, Frauenau und Pilsing) knapp über 2.000 Einwohner, auf Neufurth knapp 1.600 Einwohner und auf Greinsfurth knapp über 1.000 Einwohner. Neufurth zählt seit der Eingemeindung nach Amstetten zum Ortsteil Ulmerfeld-Hausmening.

## Kultur und Sehenswürdigkeiten

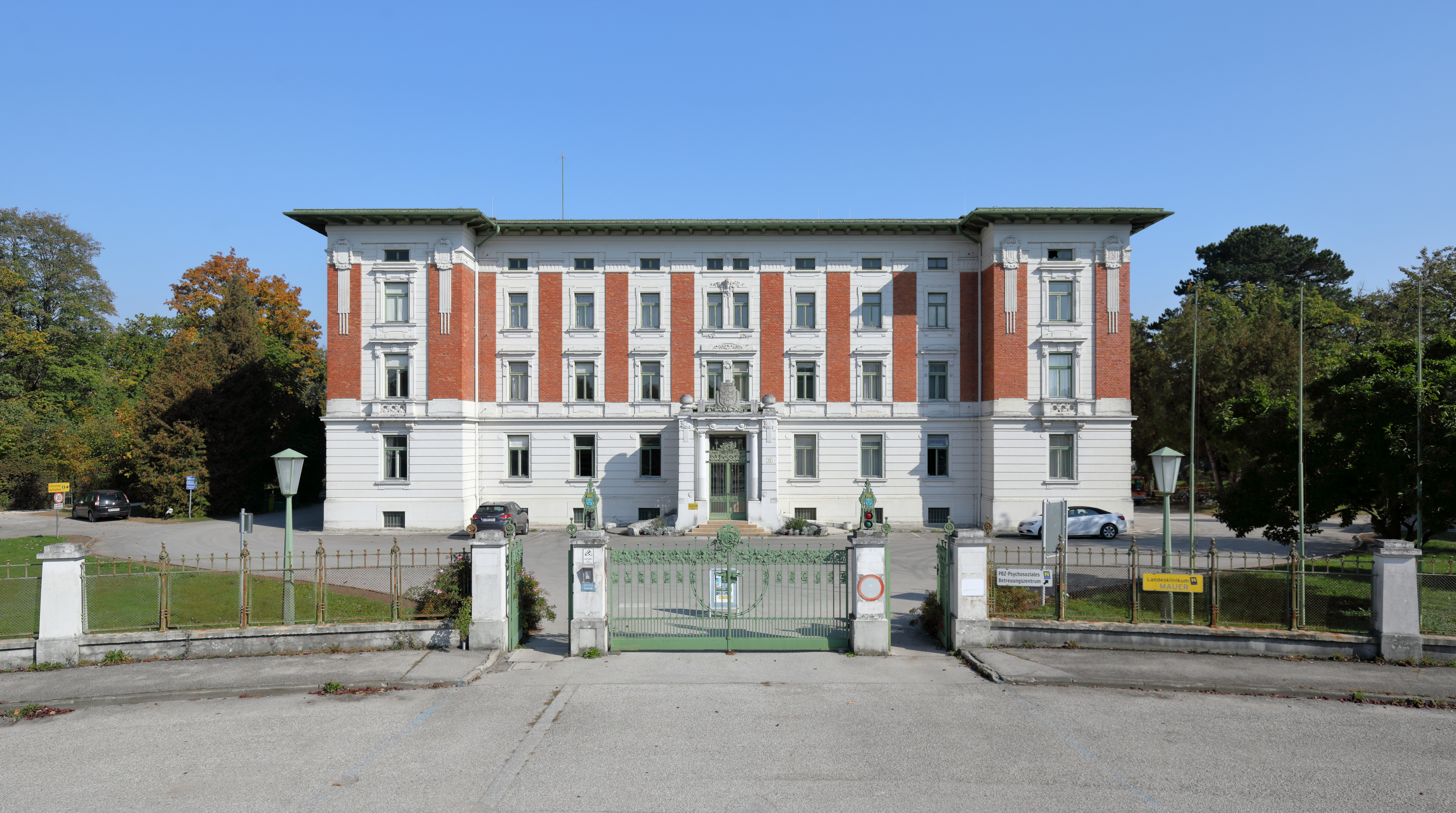
Landesklinikum Mauer mit dem repräsentativen Verwaltungsgebäude im Eingangsbereich

Die Landesheil- und Pflegeanstalt für Geisteskranke wurde 1898–1902 als Pavillonanlage im Jugendstil von Carlo von Boog errichtet und von Kaiser Franz Joseph I. 1902 feierlich eingeweiht. Heute beherbergt es ein psychiatrisches Krankenhaus, das Landesklinikum Amstetten-Mauer.

## Ausgrabungen
In Mauer befinden sich bedeutende Ausgrabungsstätten, in denen antike römische Funde gemacht wurden, Mauer war in der Römerzeit Teil des Kastells Locus Felicis. 1937 wurde hier der bedeutendste römerzeitliche Schatzfund Österreichs gemacht: das Inventar eines Heiligtums des Gottes Iupiter Dolichenus. Die Bronzestatuetten, Bronzevotivstandarten, Silbervotive, Bronzegeschirr und Eisengeräte wurden vermutlich um 233 n. Chr. vergraben. Heute befinden sie sich im Kunsthistorischen Museum in Wien.

## Sport
Der 1945 gegründete Sportverein Union Mauer unterhält eine Sektion für Fußball. In der Saison 2009/10 belegte der Verein den zweiten Platz in der Gebietsliga West. Dies bedeutete den größten Erfolg in der Vereinsgeschichte. Der bereits in die Jahre gekommene Sportplatz wurde im Juli 2013 durch eine neue, moderne Sportanlage am Gelände des Landesklinikums ersetzt. Ab Sommer 2010 wird ein Landesausbildungszentrum für Nachwuchsfußballer in Mauer installiert.
Neben Fußball gibt es in Mauer auch Tennisplätze und Anlagen zum Stockschießen.

## Wirtschaft und Infrastruktur
Im Betriebsgebiet Amstetten-West, welches zu Greinsfurth gehört, befindet sich eine dynamische Infrastruktur die zu den erfolgreichsten Niederösterreichs zählt.

## Persönlichkeiten
- Joseph Sengstbradl (1837–1908), Gastwirt, Politiker und Abgeordneter zum Landtag von Niederösterreich
- Rudolf Fertl (1928–2025), Sozialversicherungsangestellter, Politiker und Abgeordneter zum Nationalrat

## Öffentliche Einrichtungen
In Mauer gibt es einen Kindergarten, sowie eine Neue Mittelschule.